# Criteuil-la-Magdeleine
Criteuil-la-Magdeleine é uma comuna francesa na região administrativa da Nova Aquitânia, no departamento de Charente. Estende-se por uma área de 15,19 km². Em 2010 a comuna tinha 406 habitantes (densidade: 26,7 hab./km²).